# Хонхино
Хо́нхино — улус в Курумканском районе Бурятии. Входит в сельское поселение «Барагхан».

## География
Расположен на региональной автодороге Р438 «Баргузинский тракт», на правобережье Баргузина, на правом берегу речки Хонхино (впадает в 1,5 км восточнее улуса в протоку Хонхино реки Баргузин), в 10,5 км к северо-востоку от центра сельского поселения, улуса Барагхан, и в 13 км к юго-западу от районного центра — села Курумкан.

## Население
| 2002 | 2010 |
| ---- | ---- |
| 168  | ↘135 |